# Purshottam Lal Bhandari
Purshottam Lal Bhandari fue un diplomático indio.
- Purshottam Lal Bhandari fue hijo de K. C. Bhandari un Barrister.
- De 1931 a 1943 fue asistente del editor de la Civil and Military Gazette en Lahore.
- En 1941 entró al  en: Servicio Civil indio (India británica).
- De 1941 a 19 43 fue profesor de Periodismo en la en:University of the Punjab.
- De 1943 a 1945 fue oficial de Publicidad del en:Ministry of Information and Broadcasting (India).
- En 1946 entró al en:Indian Foreign Service.
- De 1946 a 1947 fue Oficial de Información en Toronto.
- En 1948 fue oficial de Relaciones públicas en la Alta Comisión en Londres.
- En 1949 fue director en la Indian Information Services [2] y secretario adjunto del Ministerio de Asuntos Exteriores (India).
- En 1950 fue secretario de primera clase de embajada en La Haya.
- En 1946 fue oficial de publicidad y enlace de la Delegación de la India a la Conferencias de París (1946).
- En 1948 fue director de Relaciones Públicas y Consejero Delegación de la India ante la Asamblea General de las Naciones Unidas en París.
- De 1949 a 1950 fue secretario de primera clase de embajada en La Haya.
- En 1950 fue asesor de la delegación de la India en la Conferencia de la OIT en Ginebra.
- En 1951 fue delegado de la India en la Sub-Commission on Freedom of Information and of the Press en Lake Success.
- De 1951 a 1954 fue oficial de publicidad en Washington D. C..
- De 1955 a 1956 fue consejero de embajada en Yakarta.
- De 1957 a 1958 fue Alto Comisionado adjunto en Lahore.
- De 1959 a 1960 fue empleado en el Ministerio de Asuntos Exteriores (India).
- De 16 de octubre de 1961 a enero de 1964 fue embajador en México, D. F. con coacredición en la Panamá (ciudad) y La Habana.
- De 07 de mayo de 1965 al 06 de febrero de 1967 fue Alto Comisionado en Lagos y acreditado como embajador en Yaundé (República de Dahomey Camerún) y Lomé (Togo).
- De marzo de 1967 a 1969 fue embajador en Jartum.[3]